# Gonionotophis capensis
Espèce
Synonymes
- Heterolepis capensis Smith, 1847
- Mehelya capensis (Smith, 1847)
- Heterolepis gueinzii Peters, 1874
- Simocephalus phyllopholis Werner, 1901
- Simocephalus butleri Boulenger, 1907
- Mehelya grayi Petzold, 1975

Statut de conservation UICN

 LC  : Préoccupation mineure
Gonionotophis capensis est une espèce de serpents de la famille des Lamprophiidae. 

## Répartition
Cette espèce se rencontre :
- dans le nord-est de l'Afrique du Sud ;
- au Swaziland ;
- dans le sud du Mozambique ;
- au Zimbabwe ;
- au Botswana ;
- dans le nord-est de la Namibie ;
- en Angola ;
- en Zambie ;
- au Malawi ;
- en Tanzanie ;
- en Ouganda ;
- au Kenya ;
- en Somalie ;
- en Éthiopie ;
- en Érythrée ;
- au Soudan ;
- au Soudan du Sud ;
- en République centrafricaine ;
- en République démocratique du Congo ;
- en République du Congo ;
- au Cameroun ;
- au Gabon.

## Étymologie
Son nom d'espèce, composé de cap[e] et du suffixe latin -ensis, « qui vit dans, qui habite », lui a été donné en référence au lieu de sa découverte, la colonie du Cap.

## Publication originale
- Smith, 1847 : Illustrations of the Zoology of South Africa; Consisting Chiefly of Figures and Descriptions of the Objects of Natural History Collected during an Expedition into the Interior of South Africa, in the Years 1834, 1835, and 1836... vol. III, Reptilia, Part 26, London, Smith, Elder, & Co..